# Киотский протокол

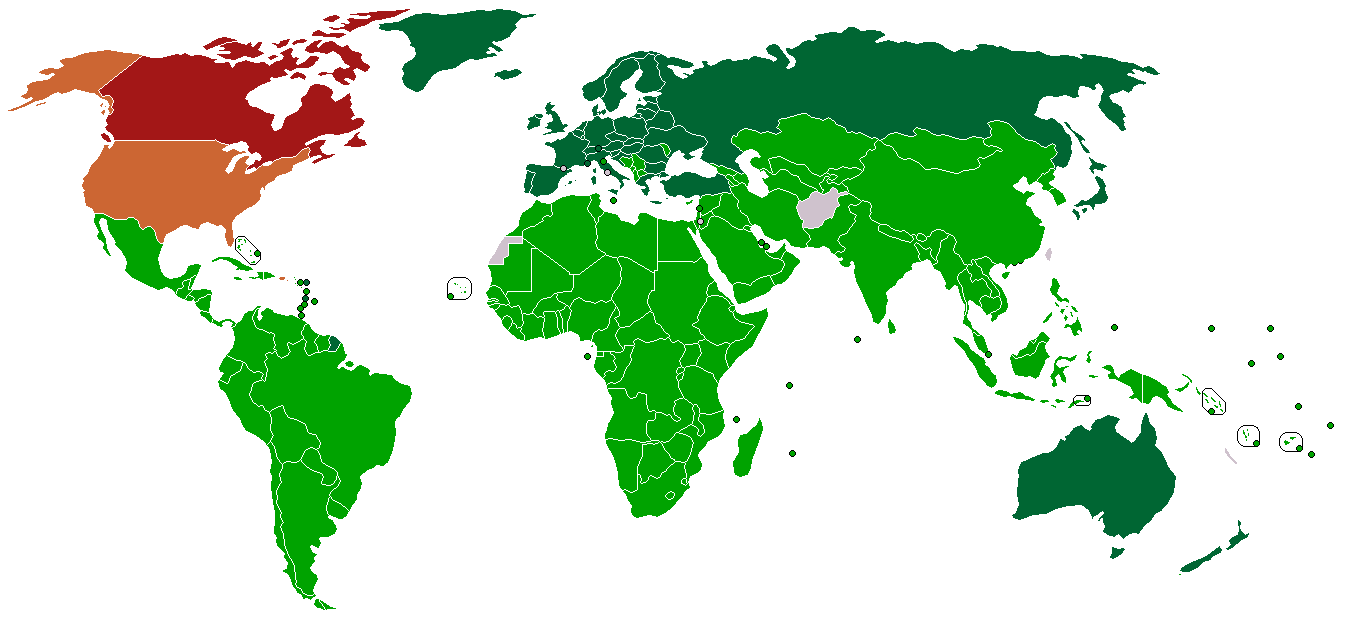
Участники Киотского протокола по состоянию на февраль 2012 года:
Страны, подписавшие и ратифицировавшие соглашение
Страны приложения I & II
Страны, подписавшие, но не ратифицировавшие протокол
Страны, ещё не принявшие решения
Страны, вышедшие из протокола

Кио́тский протоко́л — международное соглашение, заключённое с целью сокращения выбросов парниковых газов в атмосферу Земли для противодействия глобальному потеплению. Являясь дополнительным документом к Рамочной конвенции ООН об изменении климата 1992 года (РКИК ООН), Протокол был принят в японском городе Киото 11 декабря 1997 года и вступил в силу 16 февраля 2005 года. Главная цель соглашения: стабилизировать уровень концентрации парниковых газов в атмосфере на таком уровне, который не допускал бы опасного антропогенного воздействия на климатическую систему планеты. Антропогенное воздействие на климат считается ключевым фактором в научном консенсусе по изменению климата. В настоящее время насчитывается 192 участника Киотского протокола (191 государство и Европейский союз). При этом США подписали, но не ратифицировали Протокол, Канада официально вышла из него 16 декабря 2012 года.
Международный договор применяется к шести парниковым газам, перечисленным в Приложении A к Протоколу: углекислому газу (CO2), метану (CH4), закиси азота (N2O), гидрофторуглеродам (ГФУ), перфторуглеродам (ПФУ) и гексафториду серы (SF6).
Протокол основан на принципе общей, но дифференцированной ответственности: в нём признаётся, что страны имеют неодинаковые возможности в борьбе с изменением климата в связи с разным уровнем экономического развития, и поэтому он налагает обязательство сократить текущие выбросы в развитых странах и странах с переходной экономикой в соответствии с установленными количественными обязательствами на основании того, что они несут историческую ответственность за нынешний уровень парниковых газов в атмосфере. Кроме того, для каждой страны была установлена квота на выбросы парниковых газов. В том случае, если государство выбрасывает в атмосферу парниковых газов меньше выделенной квоты, оно может продать излишки другому государству, которое тем самым получает возможность выбрасывать больше парниковых газов.
Первый период действия Протокола начался в 2008 году и закончился в 2012 году. В 2012 году был согласован второй период действия обязательств, так называемая Дохинская поправка к Киотскому протоколу. По состоянию на октябрь 2019 года 134 государства приняли Дохинскую поправку, тогда как для вступления поправки в силу требуется её принятие 144 государствами.
В рамках ежегодных конференций ООН по изменению климата проводились переговоры о мерах, которые должны быть приняты после окончания второго периода действия обязательств в 2020 году. Это привело к принятию в 2015 году Парижского соглашения, которое является отдельным документом в рамках РКИК ООН, а не поправкой к Киотскому протоколу.

## Детали соглашения
Период подписания протокола открылся 16 марта 1998 года и завершился 15 марта 1999 года.

### Количественные обязательства
Киотский протокол стал первым глобальным соглашением об охране окружающей среды, основанным на рыночном механизме регулирования — механизме международной торговли квотами на выбросы парниковых газов. Первый период осуществления протокола начался 1 января 2008 года и продлился пять лет до 31 декабря 2012 года.
Страны Приложения B Протокола определили для себя количественные обязательства по ограничению либо сокращению выбросов на период с 1 января 2008 года по 31 декабря 2012 года. Цель ограничений — снизить в этот период совокупный средний уровень выбросов 6 типов газов (углекислый газ, метан, гидрофторуглероды, перфторуглеводороды, закись азота, гексафторид серы) на 5,2 % по сравнению с уровнем 1990 года.
Основные обязательства взяли на себя индустриальные страны:
- Евросоюз должен сократить выбросы на 8 %;
- США — на 7 %;
- Япония и Канада — на 6 %;
- Страны Восточной Европы и Прибалтики — в среднем на 8 %;
- Россия и Украина — сохранить среднегодовые выбросы в 2008—2012 годах на уровне 1990 года

Развивающиеся страны, включая Китай и Индию, обязательств на себя не брали.

### Механизмы гибкости
Протокол также предусматривает так называемые механизмы гибкости:
- торговлю квотами, при которой государства или отдельные хозяйствующие субъекты на его территории могут продавать или покупать квоты на выбросы парниковых газов на национальном, региональном или международном рынках;
- проекты совместного осуществления — проекты по сокращению выбросов парниковых газов, выполняемые на территории одной из стран Приложения I РКИК полностью или частично за счёт инвестиций другой страны Приложения I РКИК;
- механизмы чистого развития — проекты по сокращению выбросов парниковых газов, выполняемые на территории одной из стран РКИК (обычно развивающейся), не входящей в Приложение I, полностью или частично за счёт инвестиций страны Приложения I РКИК.

Механизмы гибкости были разработаны на 7-й Конференции сторон РКИК (COP-7), состоявшейся в конце 2001 года в Марракеше (Марокко), и утверждены на первой Встрече сторон Киотского протокола (MOP-1) в конце 2005 года.

## MOP-1, Монреаль

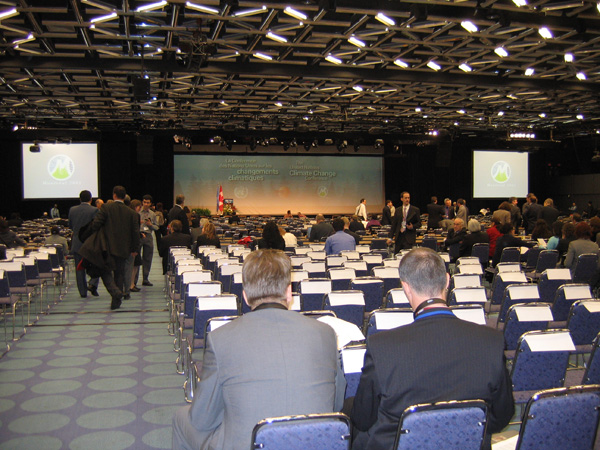
Пленарный зал 11-й конференции сторон РКИК

Первая встреча сторон Киотского протокола состоялась в Монреале (Канада) с 28 ноября по 9 декабря 2005 года. Она стала одновременно одиннадцатой Конференцией сторон РКИК (COP-11 — англ. Conference of Parties to the UNFCCC). Поэтому с формальной точки зрения в Монреале параллельно проходили два мероприятия: COP-11 и COP/MOP-1.

## МОР-2, Найроби
Вторая встреча сторон Киотского протокола (КП) — КС-12/СС-2 и двенадцатая Конференция сторон РКИК состоялись в Найроби (Кения). Важных решений по вопросам климата в ходе этих встреч принято не было.

## MOP-3,Бали
Третья встреча сторон Киотского протокола и одновременно Тринадцатая Конференция сторон Рамочной Конвенции ООН об изменении климата прошла с 3 по 14 декабря 2007 года.

## Страны, участвующие в подписании протокола
По состоянию на 25 ноября 2009 Протокол был ратифицирован 192 странами мира (на эти страны совокупно приходится 63,7 % общемировых выбросов). Заметным исключением из этого списка являются США.

### Страны, подписавшие протокол
Абсолютное большинство, практически все страны.

### Страны, подписавшие, но не ратифицировавшие протокол
США подписали в ноябре 1998, но в 2001 году отказались ратифицировать.

### Страны, не подписавшие протокол
Афганистан, Андорра, Ватикан, Западная Сахара.

### Страны, вышедшие из протокола
Канада.

## Будущее протокола
В 2011 году на конференции ООН по изменению климата в Дурбане была достигнута договорённость о продлении действия Киотского протокола до принятия нового соглашения, хотя, по оценке «Гардиан», вероятно, что лишь страны ЕС и немногие другие будут участвовать в продлённом протоколе.

## Киотский протокол и Россия
11 апреля 2002 г. председатель Правительства РФ М. М. Касьянов поручил главе Министерства экономического развития РФ А. Л. Кудрину подготовить проект плана мероприятий по ратификации Киотского протокола. Правительством РФ было решено привлечь к разработке плана мероприятий экспертов из Российской академии наук и ведущих российских университетов. 17 мая 2002 г. зам. председателя Правительства РФ В. Б. Христенко обратился к вице-президенту РАН Н. П. Лаверову с просьбой подготовить предложения по принятию Рамочной конвенции ООН об изменении климата. К обсуждению подключились эксперты Института географии: директор института В. М. Котляков и зам. директора Н. Ф. Глазовский при помощи руководителей лабораторий А. Б. Шмакина и А. A. Тишкова разрабатывали проект «национального доклада» по проблеме Киотского протокола, который представили на согласование Н. П. Лаверову. 29 января 2004 года президент РАН Ю. С. Осипов дал распоряжение о создании совета-семинара «Возможности предотвращения изменения климата и его негативных последствий. Проблема Киотского протокола». Главой совета-семинара был назначен Ю. А. Израэль, администрацию президента России представлял А. Н. Илларионов.
Федеральный закон «О ратификации Киотского протокола к Рамочной конвенции Организации Объединённых Наций об изменении климата» был принят Госдумой РФ 22 октября 2004 года и одобрен Советом Федерации 27 октября 2004 года. Президент РФ Владимир Путин подписал его 4 ноября 2004 года (под № 128-ФЗ). Протокол вступил в силу 16 февраля 2005 года, через 90 дней после официальной передачи документа о ратификации его Россией в Секретариат РКИК 18 ноября 2004 года (для вступления его в силу была необходима ратификация государствами, на долю которых приходилось бы не менее 55 % выбросов парниковых газов).
В течение первого года действия Киотского протокола, 2005, его механизм на территории России так и не начал действовать — создание национальной биржи по торговле квотами на выбросы парниковых газов фактически было приостановлено на неопределённый срок, отсутствовали и проекты совместного осуществления по замене оборудования российских предприятий на более эффективное и экологически чистое. Причина состояла в отсутствии документов, необходимых для создания национального реестра выбросов парниковых газов.
В марте 2006 года на заседании Правительства Российской Федерации был рассмотрен вопрос о реализации положений Киотского протокола. Министерству экономического развития и торговли вместе с другими федеральными органами власти было поручено в течение двух месяцев подготовить концепцию проекта законодательного акта, регулирующего вопросы реализации в Российской Федерации Киотского протокола. Кроме того, в течение одного месяца должен быть подготовлен документ, регулирующий применение статьи 6 Киотского протокола, согласно которой Россия может привлекать инвестиции в проекты совместного осуществления.
В мае 2007 года правительство РФ утвердило постановление № 332, которое определило Минэкономразвития в качестве координационного центра по подготовке и утверждению заявок на проекты совместного осуществления.
К началу 2008 года на официальном сайте РКИК ООН были представлены порядка 50 проектов совместного осуществления из России.
К 2009 году в Минэкономразвития поступило около 125 заявок от российских компаний с углеродным потенциалом в 240 млн т СО2 — эквивалента, что в денежном выражении составляет примерно 3,5 — 4 млрд евро. Однако ни одна из заявок не была утверждена.
В октябре 2009 года было принято постановление Правительства РФ № 843, которым полномочия по участию в действиях, ведущих к получению, передаче или приобретению единиц сокращения выбросов парниковых газов, было возложено на Сбербанк РФ. В обязанности Сбербанка вошли проведение конкурсов и дальнейшая экспертиза заявок. По результатам экспертизы заявок решение об утверждении проектов принимает Минэкономразвития РФ. В дальнейшем по проекту проводится независимый аккредитованный мониторинг, который подтверждает объём сокращений выбросов за определённый период. После этого по договору купли-продажи (ERPA — Emission Reductions Purchase Agreement) компания получает через Сбербанк денежные средства от покупателя углеродных единиц. Наделение Сбербанка полномочиями оператора углеродных единиц подверглось критике.
В конце июля 2010 году Минэкономразвития утвердило первые 15 проектов совместного осуществления, сокращение выбросов при реализации данных проектов составит 30 млн т СО2-эквивалента, а в ноябре 2010 года Сбербанк закончил экспертизу 58 заявок на 75,6 млн т, поданных на второй конкурс.
В декабре 2010 года была осуществлена первая продажа углеродных квот российской компанией. Японские компании Mitsubishi и Nippon Oil — партнеры компании «Газпромнефть» по освоению Еты-Пуровского месторождения в Ямало-Ненецком автономном округе получили квоты, образовавшиеся за счет того, что «Газпромнефть» проложила с месторождения трубопроводы, по которым попутный газ вместо его сжигания транспортируется на перерабатывающие мощности компании СИБУР, в обмен на компенсацию «Газпромнефти» в виде технологий и оборудования.
Во втором периоде обязательств по Киотскому протоколу Россия участвовать не планирует.
27 сентября 2015 года на саммите Глобального развития в рамках Генеральной Ассамблеи ООН, глава МИД РФ Сергей Лавров заявил о перевыполнении Россией своих обязательств по Киотскому протоколу, приводя данные об уменьшении выбросов от энергетического сектора в России за последние 20 лет на 37 %.